# Profesor Caos
«Professor Chaos» es el sexto episodio de la sexta temporada de la serie South Park de Comedy Central y el episodio 85 de la serie en general. Se emitió originalmente el 10 de abril de 2002. Los chicos realizan un concurso para tratar de encontrar un reemplazo para Butters, quien se convierte en un supervillano después de ser despedido del grupo como reemplazo de Kenny. El episodio también parodia a The Bachelor.
El episodio fue escrito por el cocreador de la serie Trey Parker y tiene clasificación TV-MA en los Estados Unidos, excepto en redifusión y las repeticiones posteriores a 2017 en Comedy Central, donde tiene clasificación TV-14.

## Trama
Después de la muerte semi-permanente de Kenny, Butters se convirtió en el reemplazo de Kenny, hasta este episodio, en el que se dispara por el simple hecho de ser demasiado aburrido. Stan, Kyle y Cartman convocan un concurso para encontrar un nuevo cuarto amigo mientras que Butters, sintiéndose rechazado y enfadado con el mundo, crea una personalidad alternativa, Profesor Caos, y pone en marcha planes para difundir la discordia entre el mundo. Él hace cosas de menor importancia como el intercambio de dos comidas de sopa del restaurante Bennigan's y robar los borradores del pizarrón de la Sra. Selastraga durante la clase.
Los chicos reúnen veinte chicos locales para competir por su amistad, y configuran el concurso para ser como un reality show donde se muestran escenas de las interacciones individuales y mostrar comentarios privados. Uno de los primeros perdedores, un niño llamado Dougie, él va con Butters y sus "secuaces" (hámsteres mascota de Butters) como compañero del Profesor Caos, General Desorden. Juntos tratan de inundar el mundo con una manguera de jardín y luego rocían latas de aerosoles en el aire para destruir el ambiente pero esos dos planes fracasan debido a que son estúpido y no tienen sentido.
Mientras el Profesor Caos y el General Desorden tratan de destruir el planeta, Kyle, Stan, Cartman recogen seis finalistas para ser su amigo: Token, Timmy, Jimmy, Tweek , Toallín y Pip. En primer lugar eliminan a Pip durante un juego de béisbol cuando pidió té y un panecillo. A continuación, deciden que Token es un creído (Kyle afirma que Cartman también es creiddo, y él señala que "¿Pero necesitamos otro?"), Timmy puede ser muy egoísta, Toallín siempre para drogado y no se puede confiar en él, y Jimmy es un chupa bolas (mientras se está decidiendo, Jimmy les da una gran canasta de regalo con dulces y juegos en el interior, y una insignia grande que dice "Best Friends 4 Ever").
La decisión se corta en un melodrama, donde un narrador plantea tres preguntas: "¿Triunfará el último plan del Profesor Caos y destruirá el mundo para siempre y cuál de los niños ha sido elegido para reemplazar a Kenny y quién de estos seis residentes de South Park ha sido asesinado y nunca volverá a ser visto?" Sin embargo, las preguntas son contestadas inmediatamente: No a la trama subsiguiente al Profesor Chaos, Tweek es el cuarto amigo nuevo, y la persona que muere y nunca se volverá a ver es la Sra. Selastraga.